# Oldřich Plíva
Oldřich Plíva (* 4. června 1946, Mšeno nad Nisou) je český akademický sochař, sklář a výtvarník.

## Život
V letech 1960–1964 vystudoval Střední uměleckoprůmyslovou školu sklářskou v Železném Brodě. Od roku 1965 do roku 1971 studoval na Vysoké škole uměleckoprůmyslové v Praze v atelieru prof. Stanislava Libenského. Od roku 2013 vyučuje na katedře designu Technické univerzity v Liberci.

### Ocenění
- 1971 1. cena, 3. Trienále řezeného a rytého skla, Brno;
- 1985 Zweiter Coburger Glaspreis, Coburg;
- 2016 hlavní cena na přehlídce výtvarného umění a designu PAD 20 v Paříži;[1]
- 2017 zlatá medaile na výstavě designu a umění v Mnichově.[2]

## Dílo
Oldřich Plíva vytváří volné geometrické formy asymetrických tvarů odlévané do formy, které dále zušlechťuje broušením aby zdůraznil účinky absorpce a lomu světla uvnitř bloků skla. Náročný brus většinou provádí sám. Mezi jeho realizace ve veřejném prostoru patří:
- Hranoly (1978-1979), Mšeno
- Kapka (80. léta), Liberec, Budyšinská ul.
- Rozkrojené jablko[zdroj?], Jablonec, ul. Budovatelů
- Sloupy, Jablonec, Nová Pasířská[5]

### Zastoupení ve sbírkách
- Uměleckoprůmyslové muzeum v Praze
- The Corning museum of Glass v New Yorku[6]
- MAD (Musée des arts décoratifs) v Paříži
- Hokkaido Museum of Modern Art v Sapporu
- Žulová plastika Jablko na ulici Budovatelů v Jablonci nad NisouKrkonošské muzeum v Jelení Hoře

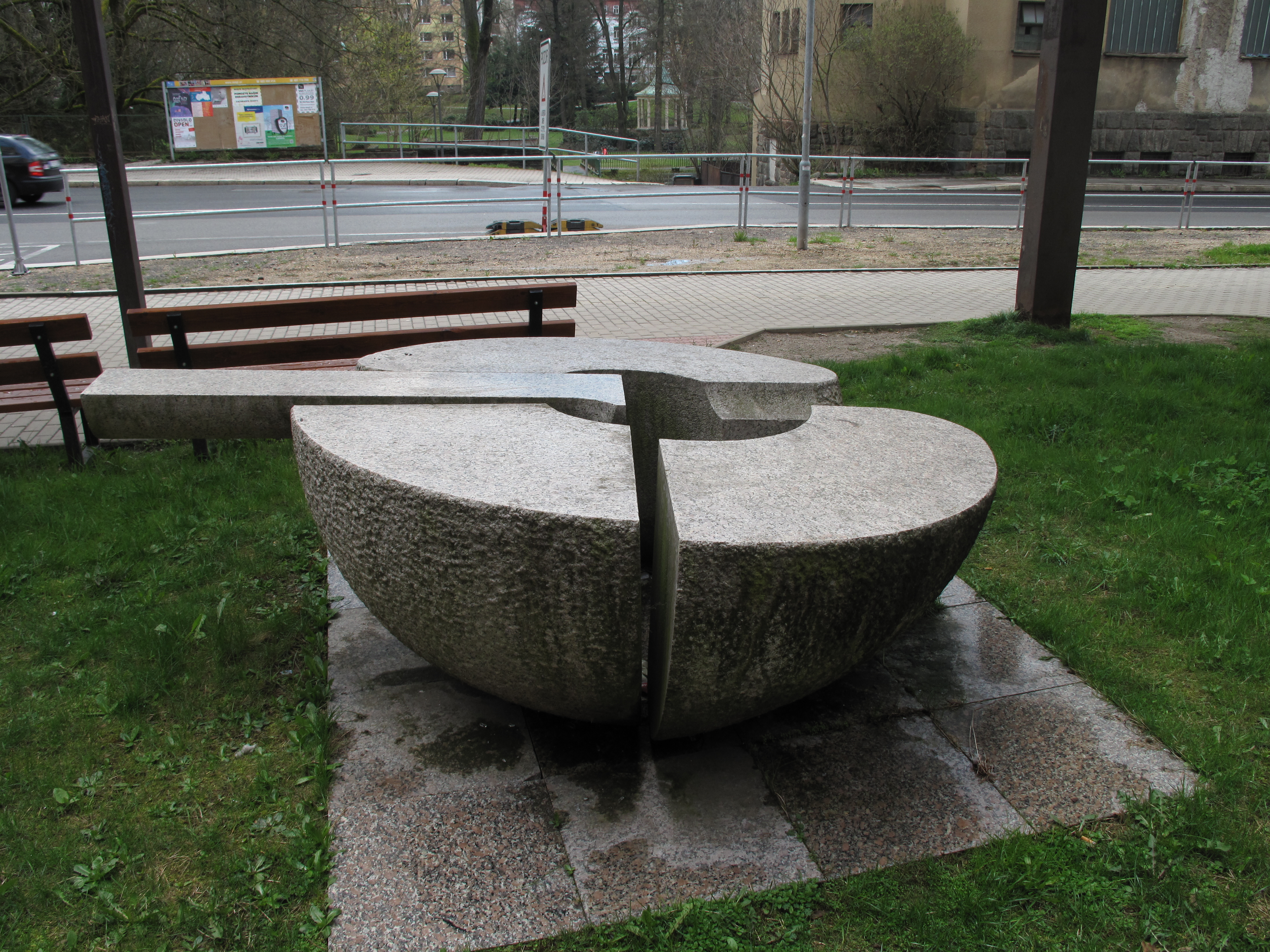
Žulová plastika Jablko na ulici Budovatelů v Jablonci nad Nisou

- Badisches Landesmuseum Karlsruhe, Karlsruhe
- Moravská galerie v Brně
- Museum Bellerive, Zürich
- Museum Folkwang, Essen
- Museum für Kunst und Gewerbe Hamburg
- Muzeum Narodowe we Wrocławiu
- Muzeum skla a bižuterie v Jablonci nad Nisou
- Severočeské muzeum v Liberci
- Slovenská národná galéria